# Тайдут
Тайдут — село в Хилокском районе Забайкальского края России. Входит в состав Сельского поселения «Харагунское».

## География
Село находится в северо-восточной части района, в пределах правобережной части долины реки Хилок, на левом берегу реки Тайдутки, на расстоянии примерно 72 километров (по прямой) к северо-востоку от города Хилок. Абсолютная высота — 877 метров над уровнем моря. Через село проходит железнодорожная линия Хилок — Могзон ЗабЖД.
Климат
Климат характеризуется как резко континентальный, с продолжительной морозной зимой и коротким тёплым летом. Среднегодовая температура воздуха составляет −4,2 °С. Средняя многолетняя температура самого холодного месяца (января) составляет −27 — −25 °С (абсолютный минимум — −52 °С), температура самого тёплого (июля) — 16 — 17 °С (абсолютный максимум — 39 °С). Среднегодовое количество осадков — 439 мм.
Часовой пояс
Село Тайдут находится в часовой зоне МСК+6. Смещение применяемого времени относительно UTC составляет +9:00.

## Население
| 2010 | 2021 |
| ---- | ---- |
| 80   | ↘71  |

Половой состав
По данным Всероссийской переписи населения 2010 года в гендерной структуре населения мужчины составляли 56,3 %, женщины — соответственно 43,7 50 %.
Национальный состав
Согласно результатам переписи 2002 года, в национальной структуре населения русские составляли 100 % из 89 чел.